# シマニシキソウ
シマニシキソウ Chamaesyce hirta (L.) Millsp. (または Euphorbia hirta L.) は、トウダイグサ科の植物の1つ。ニシキソウ類としては卵形の葉で、毛が多いのが目立つ。熱帯域の雑草である。
リンネの『植物の種』(1753年) において Euphorbia hirta として記載された。

## 特徴
1年性の草本。茎は直立するか、斜めに立って伸び、高さ20-60cmになる。茎はやや赤みを帯び、上の方では白い短い毛と黄褐色の長い毛をやや密に生えている。葉は長さ2-3.5cm、幅0.7-1.6cm。先端はやや尖り、縁には細かな鋸歯があり、上面は青緑色に赤みを帯び、裏面は黄褐色で、両面共に柔らかな毛が多く生えている。葉の形は楕円状長楕円形から長楕円状披針形で、基部は根本側が膨らんで左右不対称、葉質は膜質、托葉は線形。
花序は葉腋から短い柄が伸び、その上に多数集まって生じ、大きな塊を作る。果実は横から見ると偏卵形、上から見ると正三角形で、径1.7mm、その表面には全面に曲がった毛が張り付くようにある。種子は長さ0.8mmで、明らかな3稜があって表面は滑らか。

## 分布と生育環境
熱帯アメリカが原産と考えられるが、アジアの熱帯域に広く分布するに至っている。日本ではフランシエ、サヴァチエの日本植物目録にあり、これは長崎産とのこと。近畿南部から四国、九州に報告があり、琉球列島では各島で普通に見られる。一貫して記録があるのは琉球列島と小笠原諸島、それに九州の長崎県と鹿児島県である。
道ばたによく見られ、畑地の雑草としても普通に出現する。

## 類似種
葉が卵形で毛が多く、花序が大きな塊を作るなど、日本では似たものがなく、判別は容易。

## 種内変異に関して
以下の変種が小笠原諸島の父島から知られている。
- C. hirta f. glaberima テリハニシキソウ（ケナシタカトウダイ）

形態的に基準変種とほぼ同じであるが、茎や葉などが無毛。
父島ではこの変種と基準変種の両方を産するが、両者には中間型がないとのこと。その点で、これを品種の段階に扱っていいかどうかには論議の余地がある。これは同時に、本種そのもののあり方を問うものである。一般には本種は近代に侵入した帰化植物として扱われているが、それではこの変種のような分化が説明しづらい。少なくとも沖縄や小笠原ではかなり古くから安定して生育しているようであり、これらは在来ではないかとの判断もあり得る。

## 利害
普通の雑草である。薬用とされたことがある。